# Melittia amboinensis
Melittia amboinensis is een vlinder uit de familie wespvlinders (Sesiidae), onderfamilie Sesiinae.
Melittia amboinensis is voor het eerst wetenschappelijk beschreven door Felder in 1861. De soort komt voor in het Oriëntaals gebied.